# Zelandiscus worthyi
Zelandiscus worthyi är en snäckart som beskrevs av Frank Climo 1989. Zelandiscus worthyi ingår i släktet Zelandiscus och familjen Charopidae. Inga underarter finns listade i Catalogue of Life.